# Дейкстра, Хенни
Хармен Хендрик (Хенни) Дейкстра (нидерл. Harmen Hendrik "Hennie" Dijkstra; 25 октября 1912, Зандам — 1 марта 1994, там же) — нидерландский футболист, игравший на позиции вратаря, выступал за клуб ЗФК и сборную Нидерландов.

## Ранние годы
Хармен Хендрик Дейкстра родился 25 октября 1912 года в городе Зандам в семье Хендрика Дейкстры и его жены Анны Римерсмы. Его мать была родом из Амстердама, а отец из  Зандама.

## Спортивная карьера
Хенни Дейкстра начинал футбольную карьеру в клубе ЗФК, в котором играл на позиции вратаря. В 1932 году он дебютировал за основной состав клуба. 
В феврале 1939 года Хенни впервые был вызван в сборную Нидерландов в качестве резервного вратаря. В двух товарищеских матчах — против венгров и бельгийцев, ворота защищал Адри ван Мале. В ответном матче с Бельгией место в воротах занял Дейкстра, а ван Мале остался в запасе. Встреча состоялась 23 апреля на Олимпийском стадионе в Амстердаме и завершилась победой сборной Нидерландов — 3:2. В последний раз в составе сборной Хенни сыграл 7 мая против сборной Швейцарии. Гостевой матч в Берне завершился поражением его команды со счётом 2:1.
В 1940 году Хенни отправился работать полицейским в Амстердам, где вскоре стал играть за местный футбольный клуб АПСГ. В том же году он вернулся в Зандам и продолжил выступать за ЗФК. В 1949 году завершил спортивную карьеру.

## Статистика

### Матчи Дейкстры за сборную Нидерландов
| Матчи Дейкстры за сборную Нидерландов | Матчи Дейкстры за сборную Нидерландов | Матчи Дейкстры за сборную Нидерландов | Матчи Дейкстры за сборную Нидерландов | Матчи Дейкстры за сборную Нидерландов | Матчи Дейкстры за сборную Нидерландов |
| ------------------------------------- | ------------------------------------- | ------------------------------------- | ------------------------------------- | ------------------------------------- | ------------------------------------- |
| №                                     | Дата                                  | Соперник                              | Счёт                                  | Пропущено голов                       | Соревнование                          |
| 1                                     | 23 апреля 1939                        | Бельгия                               | 3:2                                   | 2                                     | Товарищеский матч                     |
| 2                                     | 7 мая 1939                            | Швейцария                             | 1:2                                   | 2                                     | Товарищеский матч                     |

Итого: 2 матча / пропущено 4 гола; 1 победа, 0 ничьих, 1 поражение.